# Alarico (nome)
Alarico  è un nome proprio di persona italiano maschile.

## Varianti
- Femminili: Alarica[2]

### Varianti in altre lingue
- Catalano: Alaric
- Francese: Alaric
- Germanico: Alariks[3], Alareiks[5], Alarich[6], Alarih[6]
- Inglese: Alaric[7]
- Latino: Alaricus[1][3][7]
- Portoghese: Alarico
- Spagnolo: Alarico
- Tedesco: Alarich

## Origine e diffusione

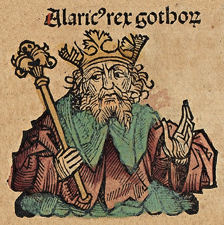
Alarico I in un'illustrazione dalle Cronache di Norimberga

Deriva dal nome germanico Alareiks o Alariks, di tradizione in particolare gotica; è composto da ala ("tutto", ma valente anche come rafforzativo) e ric ("signore", "re", "potere", "autorità"), e il suo significato può essere interpretato come "re di tutti", "signore di tutto" oppure "molto potente".
Venne portato da diversi re Visigoti, fra i quali spicca Alarico I, l'autore del sacco di Roma del 410. In Italia è attestato principalmente al Nord, al Centro e in Abruzzo; una piccola parte della diffusione potrebbe essere dovuta al culto di sant'Alarico, che però gode di pochissimo seguito nel paese.

## Onomastico
L'onomastico si può festeggiare il 29 settembre in ricordo del santo o beato Alarico (o Adelrico), eremita a Ufenau e monaco ad Einsiedeln.

## Persone
- Alarico I, re dei Visigoti
- Alarico II, re dei Visigoti

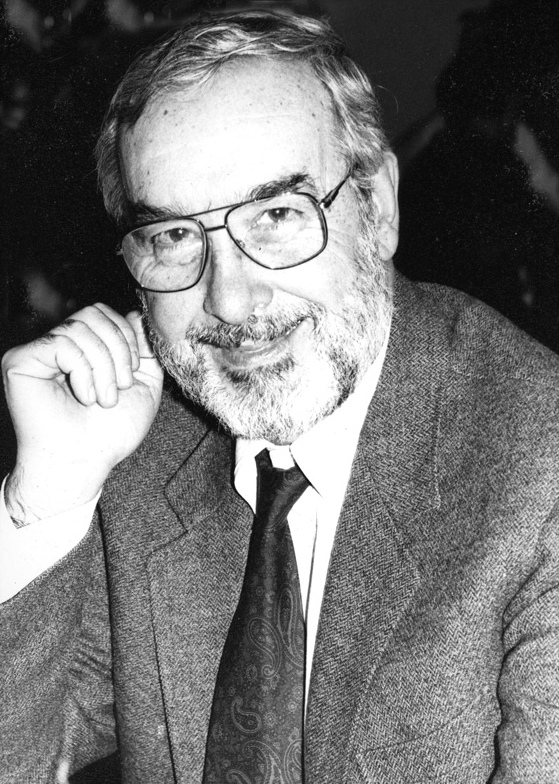
Alarico Gattia

- Alarico Carrassi, politico italiano
- Alarico Gattia, fumettista italiano

## Il nome nelle arti
- Alaric di Dunstable è un personaggio dei romanzi di P. G. Wodehouse Zio Fred in primavera e Il pellicano di Blandings.
- Alaric Saltzman è un personaggio della serie di romanzi Il diario del vampiro, scritta da Lisa J. Smith, e della serie televisiva da essa tratta The Vampire Diaries.